# Płoszczad´ Lenina (stacja metra w Nowosybirsku)
Płoszczad´ Lenina (ros. Площадь Ленина) – jedna ze stacji linii Leninskiej, znajdującego się w Nowosybirsku systemu metra.

## Charakterystyka
Stacja położona jest na obszarze nowosybirskiego rejonu centralnego, przy placu Lenina, który nadaje jej nazwę. Została oficjalnie otwarta 7 stycznia 1986 roku. Położona jest w centrum miasta, w okolicy najważniejszych punktów komunikacyjnych i atrakcji turystycznych Nowosybirska, m.in. wspomnianego już placu poświęconemu Włodzimierzowi Leninowi, na którym wznosi się też pomnik wodza październikowego przewrotu, a także Nowosybirskiego Teatru Opery i Baletu, oraz Domu Lenina, mieszczącym Nowosybirską Państwową Filharmonię. Stacja dysponuje dwoma niezależnymi wejściami: północnym i południowym. Północne czynne od 6 rano do północy, a południowe od 7 do 23.
Stacja ozdobiona jest dekoracjami pochodzącymi z czasów sowieckich. Zgodnie z nazwą, dominują wyobrażenia związane z Włodzimierzem Leninem. Materiał wykończeniowy tu zastosowany to kombinacja białego i czerwonego marmuru, ściany wyłożone są kolorowymi kamieniami. Ornamentyka została zaprojektowana przez artystów pochodzących z ówczesnego Leningradu. Centralne położenie stacji sprawiło, że w czasie jej budowy ruch komunikacyjny w Nowosybirsku był znacząco utrudniony. 22 stycznia 2010 roku na stacji wmurowana została pamiątkowa tablica poświęcona budowniczym Nowosybirskiego Metra. W uroczystości wziął m.in. udział mer miasta Władimir Gorodiecki. Na tablicy w barwach czerni i złota zostały umieszczone imiona projektantów oraz inżynierów pracujących przy budowie stacji.